# 구조신호 시그널
《구조신호 시그널》은 2017년 11월 3일부터 2019년 3월 31일까지 방영되었던 교양 프로그램이다.

## 기획 의도
구조의 손길이 필요한 사회 곳곳으로 제작진이 직접 출동해 상황을 파악하고, 사태 해결 및 사후 관리까지 책임지는 솔루션 프로그램.

## 역대 방송시간
| 방송 채널 | 방송 기간                         | 방송 시간                       | 방송 분량  |
| TV조선    |                                   |                                 |            |
| --------- | --------------------------------- | ------------------------------- | ---------- |
| TV조선    | 2017년 11월 3일 ~ 2018년 3월 2일  | 매주 금요일 밤 11:00 ~ 12:00    | 1시간      |
| TV조선    | 2018년 4월 6일 ~ 2018년 9월 28일  | 매주 금요일 밤 10:00 ~ 11:00    | 1시간      |
| TV조선    | 2018년 10월 3일 ~ 2019년 2월 20일 | 매주 수요일 밤 10:00 ~ 11:00    | 1시간      |
| TV조선    | 2019년 3월 3일 ~ 2019년 3월 31일  | 매주 일요일 저녁 7:50 ~ 밤 9:10 | 1시간 20분 |

## 역대 진행자
- 1대 : 정봉주 (2017년 11월 3일 ~ 2018년 3월 2일)
- 2대 : 박상원 (2018년 4월 6일 ~ 2019년 3월 31일)

## 같이 보기
관련 항목
- 사건

방송 프로그램
- 역사저널 그날 (KBS 1TV)
- 공개수사 실종, 제보자들, 표리부동 (KBS 2TV)
- 생방송 방과 후 듄듄 (EBS 1TV)
- 우리시대, 리얼스토리 눈 (MBC TV)
- 긴급출동 SOS 24, 심장이 뛴다, 꼬리에 꼬리를 무는 그날 이야기, 당신이 혹하는 사이 (SBS TV)
- 진상월드 (MBN)
- 알쓸범잡 (tvN)
- 이숙영의 러브FM, 윤수현의 천태만상 (SBS 러브FM)
- 김영철의 파워FM, 두시탈출 컬투쇼 (SBS 파워FM)
- 황우창의 음악정원 (cpbc FM)
- 여성시대, 싱글벙글쇼, 지금은 라디오 시대 (MBC 표준FM)